# 13 tháng 7
Ngày 13 tháng 7 là ngày thứ 194 (195 trong năm nhuận) trong lịch Gregory. Còn 171 ngày trong năm.

## Sự kiện
- 884 – Cuộc khởi nghĩa Hoàng Sào kết thúc khi thủ lĩnh Hoàng Sào bị sát hại (hoặc tự sát), thủ cấp của ông được đưa đến chỗ quân Đường, tức ngày Bính Ngọ (17) tháng 6 năm Giáp Thìn.
- 1402 – Quân của Yên vương Chu Lệ tiến vào kinh sư Ứng Thiên phủ của triều Minh, kết thúc triều đại của Kiến Văn Đế.
- 1787 – Quốc hội Lục địa Hoa Kỳ ban hành Sắc lệnh Tây Bắc nhằm thiết lập chính quyền cai quản tại Lãnh thổ Tây Bắc.
- 1866 – Chiến tranh Áo–Phổ: Quân Phổ giành chiến thắng trước quân Hesse trong trận Laufach-Frohnhofen.
- 1923 – Bảng hiệu Hollywood được khánh thành tại Los Angeles, Hoa Kỳ với tên ban đầu là "Hollywoodland".
- 1930 – Giải vô địch bóng đá thế giới đầu tiên khai mạc tại Montevideo, Uruguay.
- 1977 – Ethiopia và Somalia khai chiến do tranh chấp khu vực Ogaden có cư dân là người Somali tại phía đông Ethiopia.
- 1995 – Nguyễn Tử Quảng phát hành BKAV cho hệ điều hành Windows 95 và MS-DOS
- 2009 – Dịch vụ mạng xã hội Yahoo! 360° chấm dứt hoạt động.

## Sinh
- 100 TCN – Julius Caesar nhà lãnh đạo quân sự và chính khách người Ý (m. 44 TCN)
- 1793 – John Clare, nhà thơ người Anh (m. 1864)
- 1909 – Souphanouvong, nhà cách mạng và là Chủ tịch đầu tiên của nước Cộng hòa Dân chủ Nhân dân Lào (m. 1995)
- 1977 – Saigon, Rapper người Mỹ
- 2007 – Lamine Yamal, Cầu thủ bóng đá người Tây Ban Nha

## Mất
- 884 – Hoàng Sào, thủ lĩnh nổi dậy người Trung Quốc, tức ngày Bính Ngọ (17) tháng 6 năm Giáp Thìn
- 1793 – Jean-Paul Marat bị Charlotte Corday ám sát, trong khi đang ngâm mình trong bồn tắm
- 1854 – Nguyễn Phúc Miên Bảo, tước phong Tân An Quận công, hoàng tử con vua Minh Mạng (s. 1835)
- 1956 – Lê Quang Vinh, tướng lĩnh Quân lực Việt Nam Cộng hòa (s. 1923)
- 1970 – Thịnh Thế Tài, tướng lĩnh người Trung Quốc (s. 1897)